# كليف باير (مبارز بالسيف)
كليف باير (بالإنجليزية: Cliff Bayer)‏ هو مبارز بالسيف أمريكي، ولد في 24 يونيو 1977 في نيويورك في الولايات المتحدة.

## وصلات خارجية
- كليف باير على موقع اللجنة الأولمبية الدولية (الإنجليزية)
- كليف باير على موقع أوليمبيديا (الإنجليزية)